# Unforgettable: A Tribute to Dinah Washington
Unforgettable: A Tribute to Dinah Washington est un album studio enregistré en la mémoire de Dinah Washington par Aretha Franklin pour Columbia Records en février 1964.

## Genèse de l'album
"J'étais une enfant quand j'ai entendu Dinah pour la première fois," dit Aretha, "à l'époque où elle a fait 'Fat Daddy.' 
Je ne l'ai jamais vraiment connu personnellement, bien qu'elle et mon père étaient de bons amis.
"L'idée de lui rendre hommage m'est venue de ce qu'elle m'a toujours fait ressentir. Je n'ai pas vraiment essayé de reprendre les chansons de la même façon qu'elle - simplement comme je les sentais le mieux, que ce soit similaire ou différent".
Les sessions d'enregistrement ont eu lieu à New York. Quelques chansons ont été arrangées par Bob Mersey avec des cordes, afin d'en faire ressortir leur style de ballade. Cependant, la plupart des chansons ont été enregistrées avec la seule aide d'un petit groupe d'accompagnement pour lequel Mersey demanda que le moins de partitions possible soient écrites.

## Accueil de la critique
En janvier 1995, John Snyder, le producteur de la réédition de l'album, déclara - "...C'est un enregistrement empli d'émotion, un enregistrement de chant inspiré de la part de l'une des grandes voix de notre temps. Cela en fait un indispensable, toujours actuel. C'est ce genre de chose là, et la performance de Mme Franklin le rend intemporel. Vous l'avez très certainement remarqué, nombre de ces chansons figurent parmi ses hits."

## Liste des chansons

### Face A
1. "Unforgettable" (Irving Gordon) - 3:39
2. "Cold, Cold Heart" (Hank Williams) - 4:35
3. "What A Diff'rence A Day Made" (Stanley Adams, María Méndez Grever)  - 3:30
4. "Drinking Again" (Johnny Mercer, Doris Tauber) - 3:28
5. "Nobody Knows The Way I Feel This Morning" (Tom Delaney, Pearl Delaney) - 5:10

### Face B
1. "Evil Gal Blues" (Lionel Hampton, Leonard Feather) - 2:40
2. "Don't Say You're Sorry Again" (Lee Pearl, Art Berman, Eugene West) - 2:45
3. "This Bitter Earth" (Clyde Otis) - 4:33
4. "If I Should Lose You" (Ralph Rainger, Leo Robin)- 3:36
5. "Soulville" (Titus Turner, Morris Levy, Henry Glover, Dinah Washington) - 2:20